# Allt för Ragunda
Allt för Ragunda (AfR) är ett lokalt politiskt parti i Ragunda kommun. 

## Historik
Partiet startade under namnet Allians för Ragunda som en lokal valsamverkan mellan Moderaterna, Folkpartiet och Kristdemokraterna inför valet till kommunfullmäktige 2006. Inför valet 2014 lämnade Folkpartiet och Kristdemokraterna samarbetet och kandiderade till kommunfullmäktige med egna listor. Efter valet 2014 valde därför partiet att byta namn till Allt för Ragunda.

## Valresultat
| År   | Röster | %     | Mandat |
| ---- | ------ | ----- | ------ |
| 2006 | 685    | 20,05 | 6 / 31 |
| 2010 | 401    | 11,61 | 4 / 31 |
| 2014 | 506    | 14,52 | 4 / 27 |
| 2018 | 469    | 13,47 | 3 / 25 |
| 2022 | 288    | 8,67  | 2 / 25 |